# آسیاب گل گل ۵
آسیاب باغ گل گل ۵معروف به آسیاب قاسمعلی. مربوط به دوره صفوی است و در شهرستان پل‌دختر، بخش مرکزی، دهستان ملاوی، ۲۵۰ متری جنوب غرب روستای باغ گل گل واقع شده و این اثر در تاریخ ۲۲ آبان ۱۳۸۶ با شمارهٔ ثبت ۲۰۱۳۶ به‌عنوان یکی از آثار ملی ایران به ثبت رسیده است.